# Navajo (San Diego)
Navajo es una comunidad localizada en el oriente de San Diego.

## Límites
Navajo limita con las comunidades de Del Cerro, Grantville, San Carlos y Allied Gardens. Navajo es conocido por su belleza geográfica al estar localizado en Mission Trails Regional Park, Lake Murray y el Río San Diego. La comunidad se llama así por la Tribu India de Navajo.

## Perfil del barrio
La comunidad Navajo, abarca aproximadamente 14 millas cuadradas, y se encuentra aproximadamente al norte de la Interestatal 8, al noroeste de la ciudad de La Mesa, al oeste de las ciudades de El Cajón y Santee, y en el sureste del Río San Diego. La comunidad incluye los barrios de Grantville, Grantville, Del Cerro, y San Carlos. 

### Planificación
La planificación de la comunidad Navajo comenzó en 1887, cuando la Empresa Junipero Land and Water desarrolló planes para una ciudad con una oficina de correos de registro llamado Orchard. La zona, situada a lo largo de la actual Mission Gorge Road al norte de la Interestatal 8, que se conoce como Grantville en honor del Presidente de EE. UU. Grant. 
Entre 1948 y 1954, una serie de panfletos fueron anexadas a la ciudad de San Diego con un total de más de 6,600 acres. 
Las comunidades de San Carlos y Del Cerro se desarrollaron dentro de estas áreas de anexión. Hoy en día, la comunidad goza de su situación geográfica al estar construida en una atractiva zona, que incluye al Río San Diego y el Lago Murray, Cowles Mountain, y Mission Gorge una área del Mission Trails Regional Park.